# Redinha
Redinha ist eine Gemeinde (Freguesia) im portugiesischen Kreis Pombal. In ihr leben 1869 Einwohner (Stand 19. April 2021).